# 3 tháng 5
Ngày 3 tháng 5 là ngày thứ 123 (124 trong năm nhuận) trong lịch Gregory. Còn 242 ngày trong năm.

## Sự kiện
- 1481 – Sultan Mehmed II của Ottoman từ trần với nguyên nhân được cho là do trúng độc, tin tức này khiến các quốc gia châu Âu ăn mừng.
- 1494 – Christopher Columbus lần đầu tiên xác định Jamaica.
- 1801 – Nguyễn Ánh đánh chiếm Phú Xuân.
- 1868 – Tướng Quân Tokugawa Keiki đầu hàng giao thành Edo cho quân đội của Thiên Hoàng, Mạc phủ Tokugawa kết thúc.
- 1875 – Đạo Quang Đế bổ nhiệm Tả Tông Đường là khâm sai đại thần, đốc biện Tân Cương quân vụ.
- 1937 – Tiểu thuyết Cuốn theo chiều gió của Margaret Mitchell giành giải Pulitzer cho tác phẩm hư cấu.
- 1931 – Nguyễn Phong Sắc, nhà cách mạng Việt Nam đã bị mật thám của Pháp bắt ở ga Hàng Cỏ. Ít lâu sau, ông bị họ thủ tiêu bí mật.
- 1960 – Hiệp hội Mậu dịch tự do châu Âu được thành lập với bảy thành viên.
- 1978 – Thư điện tử thương mại không yêu cầu (về sau gọi là "Thư rác") được gửi đến mọi địa chỉ ARPANET tại Tây Duyên hải Hoa Kỳ.
- 1996 – Đoàn đại biểu từ 55 nước họp tại Genève đã đồng ý chấp nhận một số nguyên tắc mới trong việc sử dụng mìn nhưng không chấp nhận lệnh cấm sử dụng mìn hoàn toàn.

## Sinh
- 1469 – Niccolò Machiavelli, nhà ngoại giao, nhà triết học chính trị, nhạc gia, nhà thơ, nhà soạn kịch người Ý (m. 1527)
- 1678 – Amaro Pargo, cướp biển và thương gia người Tây Ban Nha (m. 1747)
- 1799 – Nguyễn Phúc Phổ, tước phong Điện Bàn công, hoàng tử con vua Gia Long (m. 1860).
- 1849 – Bertha Benz, doanh nhân người Đức trong lĩnh vực xe hơi (m. 1944)
- 1878 – Ngô Đức Kế, nhà thơ, nhà báo, chủ bút báo Hữu Thanh (m. 1929)
- 1883 – Trần Nghi, tướng lĩnh người Trung Quốc (m. 1950)
- 1921
– Tạ Tỵ, họa sĩ Việt Nam (m. 2004)
– Sugar Ray Robinson, võ sĩ quyền Anh Hoa Kỳ, được nhiều đánh giá là võ sĩ quyền Anh vĩ đại nhất mọi thời đại (m. 1989)[1]
- 1952 – Thu Hiền, ca sĩ, nghệ sĩ nhân dân người Việt Nam
- 1977 – Maryam Mirzakhani, nhà toán học người Iran (m. 2017)
- 1977 – Mashima Hiro, họa sĩ manga người Nhật
- 1978 - Lê Quốc Phong, chính trị gia Việt Nam
- 1985 – Ezequiel Lavezzi, cầu thủ bóng đá người Argentina
- 1996 – Alex Iwobi, cầu thủ bóng đá người Nigeria

## Mất
- 1152 – Matilda xứ Boulogne, nữ hoàng Anh.
- 1270 – Béla IV, vua Hungary.
- 1955 – Trình Minh Thế, tướng lĩnh người Việt (s. 1922)
- 2022 – Stanislaŭ Stanislavavič Šuškievič, nguyên thủ quốc gia đầu tiên của Cộng hòa Belarus độc lập (s. 1934).[2]

## Những ngày lễ và kỷ niệm
- Ba Lan: Ngày Công bố hiến pháp
- Ngày Tự do Báo chí thế giới (World Press Freedom Day) theo LHQ